# جورجو موربیاتو
جورجو موربیاتو (ایتالیایی: Giorgio Morbiato; ۳۰ ژوئیهٔ ۱۹۴۸ – ) دوچرخه‌سوار اهل ایتالیا بود.
وی در مسابقات کشوری و بین‌المللی در مجموع برندهٔ ۲ مدال طلا، ۱ مدال نقره، ۱ مدال برنز شده‌است.